# Tetrastichus breviscapus
Tetrastichus breviscapus är en stekelart som beskrevs av Kostjukov 1977. Tetrastichus breviscapus ingår i släktet Tetrastichus och familjen finglanssteklar.
Artens utbredningsområde är Ukraina. Inga underarter finns listade i Catalogue of Life.